# Куэлер, Эва
Эва Куэлер (Ив Куэлер, англ. Eve Queler, урождённая Рабин, Rabin; род. 11 января 1931) — американский дирижёр.
Окончила Маннес-колледж, затем стажировалась у Вальтера Зюскинда и Леонарда Слаткина в США, Игоря Маркевича и Херберта Бломстедта в Европе. Работала в Метрополитен-опера и Нью-Йоркской городской опере.
В 1971 году основала и до 2011 года возглавляла Нью-Йоркский оперный оркестр, специализирующийся на концертном исполнении опер. Среди осуществлённых записей — «Гунтрам» Р. Штрауса, «Оберон» К. М. фон Вебера, «Далибор» Б. Сметаны, «Нерон» А. Бойто, «Макбет» Дж. Верди, «Сид» Ж. Массне, «Енуфа» Л. Яначека. В 2012 г., несмотря на переданное дирижёру Альберто Веронези руководство оркестром, вновь встала за пульт, чтобы продирижировать оперой Рихарда Вагнера «Риенци».